# Охристая белка
Охристая белка (Paraxerus ochraceus (лат.)) — вид грызунов из семейства беличьих (Sciuridae), живущих на территории Кении, Сомали и Танзании. Естественная среда обитания — сухая саванна.

## Размножение
Рождается два или три детёныша.

## Экология
Многочисленный, экологически пластичный вид. Легко приспосабливается к антропогенным ландшафтам, вплоть до того, что поселяется на крышах домов. В горы поднимается до 2500 м. МСОП присвоил таксону охранный статус «Вызывающие наименьшие опасения» (LC).